# Sumène
Sumène este o comună în departamentul Gard din sudul Franței. În 2009 avea o populație de 1.585 de locuitori.

## Evoluția populației
| An        | 1975  | 1982  | 1990  | 1999  | 2006  | 2009  |
| --------- | ----- | ----- | ----- | ----- | ----- | ----- |
| Populație | 1.702 | 1.613 | 1.417 | 1.492 | 1.509 | 1.585 |